# Keizer
Pour l’article homonyme, voir Keizer (homonymie).
Keizer est une ville américaine située dans le comté de Marion dans le nord-ouest de l'Oregon. La ville se trouve dans la banlieue de Salem sur les rives de la rivière Willamette et n'a été incorporée qu'en 1982. Elle doit son nom à un de ses premiers habitants, Thomas Dove Keizur et sa population s'élevait en 2010 à 36 478 habitants.